# Do You Feel What I Feel?
„Do You Feel What I Feel?” este un cântec al formației britanice JLS. Acesta a fost compus de Julian Bunetta și inclus pe cel de-al treilea album de studio al grupului, Jukebox. Înregistrarea servește drept cel de-al treilea extras pe single al materialului discografic fiind distribuit oficial în Irlanda începând cu data de 30 decembrie 2011 și încă din prima zi a anului 2012 în Regatul Unit prin intermediul magazinelor virtuale de muzică în format digital.